# Bahnstrecke Bazancourt–Challerange
| Bahnhof Callerange, Typ „Reconstruction“, Sommer 2013 |                      |                                                                       |                                                                       |
| Streckennummer (SNCF): | 207 000              |                                                                       |                                                                       |
| Kursbuchstrecke (SNCF): | 291 (ehem. 22)       |                                                                       |                                                                       |
| Streckenlänge: | 52,4 km              |                                                                       |                                                                       |
| Spurweite: | 1435 mm (Normalspur) |                                                                       |                                                                       |
| Maximale Neigung: | 7 ‰                  |                                                                       |                                                                       |
| Zweigleisigkeit: | ja                   |                                                                       |                                                                       |
| |                      |                                                                       |                                                                       |
| \| \| \| Bahnstrecke Soissons–Givet von Soissons \| \| \| \| 71,7 0,0 \| Bazancourt \| 77 m \| \| \| 0,3 \| Suippe \| Suippe \| \| \| \| Bahnstrecke Soissons–Givet nach Givet \| \| \| \| \| Suippe \| \| \| \| 2,5 \| Isles-sur-Suippe \| Isles-sur-Suippe \| \| \| \| N 51 \| \| \| \| 2,8 \| Suippe \| Suippe \| \| \| 3,9 \| Warmeriville \| 80 m \| \| \| 7,5 \| Heutrégiville \| 88 m \| \| \| 9,3 \| Saint-Masmes \| 88 m \| \| \| 10,1 \| Suippe \| Suippe \| \| \| 13,3 \| Pontfaverger (ehem. Pont-Faverger) \| 95 m \| \| \| ~13,8 \| D 980 (ehem. RN 380) \| D 980 (ehem. RN 380) \| \| \| 16,6 \| Bétheniville \| 99 m \| \| \| 16,8 \| Suippe \| Suippe \| \| \| 19,8 \| Saint-Hilaire-le-Petit \| 104 m \| \| \| 22,8 \| Suippe \| Suippe \| \| \| 23,2 \| Dontrien \| 108 m \| \| \| 23,7 \| Py \| Py \| \| \| 27,2 \| Saint-Souplet-sur-Py \| 122 m \| \| \| 34,2 \| Sommepy (ehem. Somme-Py) \| 141 m \| \| \| ~34,3 \| D 977 (ehem. RN 77) \| D 977 (ehem. RN 77) \| \| \| 38,7 \| Tunnel de Manre (460 m; zerstört); Départementgrenze Marne / Ardennes \| Tunnel de Manre (460 m; zerstört); Départementgrenze Marne / Ardennes \| \| \| 43,3 \| Manre \| 127 m \| \| \| 43,9 \| Allin \| Allin \| \| \| 46,5 \| Ardeuil-Marvaux \| 115 m \| \| \| ~48,6 \| D 982 (ehem. RN 382) \| D 982 (ehem. RN 382) \| \| \| \| Bahnstrecke Amagne-Lucquy–Revigny von Amagne-Lucquy \| \| \| \| 52,4 40,8 \| Challerange \| 106 m \| \| \| \| Allin \| \| \| \| \| Bahnstrecke Challerange–Apremont-sur-Aire nach Apremont-sur-Aire \| \| \| \| 41,8 \| Streckenende \| Streckenende \| \| \| \| Bahnstrecke Amagne-Lucquy–Revigny nach Revigny \| \| |                      |                                                                       |                                                                       |
| Strecke |                      | Bahnstrecke Soissons–Givet von Soissons                               | Bahnstrecke Soissons–Givet von Soissons                               |
| Bahnhof | 71,7 0,0             | Bazancourt                                                            | 77 m                                                                  |
| Brücke über Wasserlauf | 0,3                  | Suippe                                                                | Suippe                                                                |
| Abzweig ehemals geradeaus und nach links |                      | Bahnstrecke Soissons–Givet nach Givet                                 | Bahnstrecke Soissons–Givet nach Givet                                 |
| Brücke über Wasserlauf (Strecke außer Betrieb) |                      | Suippe                                                                | Suippe                                                                |
| Haltepunkt / Haltestelle (Strecke außer Betrieb) | 2,5                  | Isles-sur-Suippe                                                      | Isles-sur-Suippe                                                      |
| Brücke (Strecke außer Betrieb) |                      | N 51                                                                  | N 51                                                                  |
| Brücke über Wasserlauf (Strecke außer Betrieb) | 2,8                  | Suippe                                                                | Suippe                                                                |
| Haltepunkt / Haltestelle (Strecke außer Betrieb) | 3,9                  | Warmeriville                                                          | 80 m                                                                  |
| Haltepunkt / Haltestelle (Strecke außer Betrieb) | 7,5                  | Heutrégiville                                                         | 88 m                                                                  |
| Haltepunkt / Haltestelle (Strecke außer Betrieb) | 9,3                  | Saint-Masmes                                                          | 88 m                                                                  |
| Brücke über Wasserlauf (Strecke außer Betrieb) | 10,1                 | Suippe                                                                | Suippe                                                                |
| Bahnhof (Strecke außer Betrieb) | 13,3                 | Pontfaverger (ehem. Pont-Faverger)                                    | 95 m                                                                  |
| Bahnübergang (Strecke außer Betrieb) | ~13,8                | D 980 (ehem. RN 380)                                                  | D 980 (ehem. RN 380)                                                  |
| Bahnhof (Strecke außer Betrieb) | 16,6                 | Bétheniville                                                          | 99 m                                                                  |
| Brücke über Wasserlauf (Strecke außer Betrieb) | 16,8                 | Suippe                                                                | Suippe                                                                |
| Haltepunkt / Haltestelle (Strecke außer Betrieb) | 19,8                 | Saint-Hilaire-le-Petit                                                | 104 m                                                                 |
| Brücke über Wasserlauf (Strecke außer Betrieb) | 22,8                 | Suippe                                                                | Suippe                                                                |
| Haltepunkt / Haltestelle (Strecke außer Betrieb) | 23,2                 | Dontrien                                                              | 108 m                                                                 |
| Brücke über Wasserlauf (Strecke außer Betrieb) | 23,7                 | Py                                                                    | Py                                                                    |
| Haltepunkt / Haltestelle (Strecke außer Betrieb) | 27,2                 | Saint-Souplet-sur-Py                                                  | 122 m                                                                 |
| Bahnhof (Strecke außer Betrieb) | 34,2                 | Sommepy (ehem. Somme-Py)                                              | 141 m                                                                 |
| Bahnübergang (Strecke außer Betrieb) | ~34,3                | D 977 (ehem. RN 77)                                                   | D 977 (ehem. RN 77)                                                   |
| | 38,7                 | Tunnel de Manre (460 m; zerstört); Départementgrenze Marne / Ardennes | Tunnel de Manre (460 m; zerstört); Départementgrenze Marne / Ardennes |
| Haltepunkt / Haltestelle (Strecke außer Betrieb) | 43,3                 | Manre                                                                 | 127 m                                                                 |
| Brücke über Wasserlauf (Strecke außer Betrieb) | 43,9                 | Allin                                                                 | Allin                                                                 |
| Haltepunkt / Haltestelle (Strecke außer Betrieb) | 46,5                 | Ardeuil-Marvaux                                                       | 115 m                                                                 |
| Bahnübergang (Strecke außer Betrieb) | ~48,6                | D 982 (ehem. RN 382)                                                  | D 982 (ehem. RN 382)                                                  |
| Abzweig ehemals geradeaus, ehemals nach links und von links |                      | Bahnstrecke Amagne-Lucquy–Revigny von Amagne-Lucquy                   | Bahnstrecke Amagne-Lucquy–Revigny von Amagne-Lucquy                   |
| Bahnhof | 52,4 40,8            | Challerange                                                           | 106 m                                                                 |
| Brücke über Wasserlauf |                      | Allin                                                                 | Allin                                                                 |
| Abzweig geradeaus und ehemals nach links |                      | Bahnstrecke Challerange–Apremont-sur-Aire nach Apremont-sur-Aire      | Bahnstrecke Challerange–Apremont-sur-Aire nach Apremont-sur-Aire      |
| | 41,8                 | Streckenende                                                          | Streckenende                                                          |
| Strecke (außer Betrieb) |                      | Bahnstrecke Amagne-Lucquy–Revigny nach Revigny                        | Bahnstrecke Amagne-Lucquy–Revigny nach Revigny                        |

Die Bahnstrecke Bazancourt–Challerange war eine französische, doppelgleisige, West-Ost-gerichtete Eisenbahnstrecke, die hauptsächlich von regionaler Bedeutung, in der ersten Hälfte des 20. Jahrhunderts aber auch von militärischem Interesse war. Seit 1938 fand kein Personenverkehr mehr statt, 2013 fuhren die letzten Güterzüge. 2018 ist sie entwidmet worden.

## Geschichte

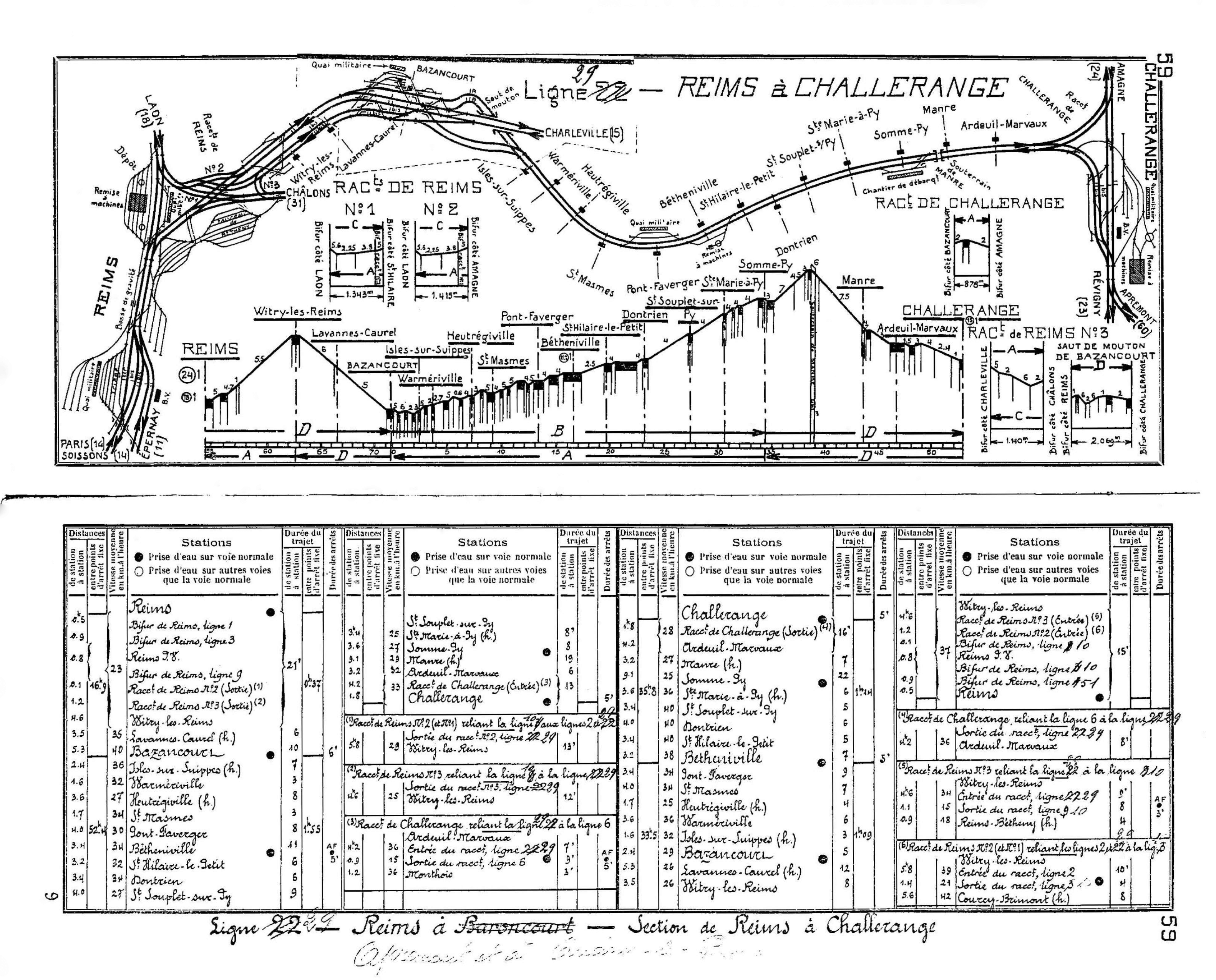
Gleisbild, Höhenprofil und Kilometertabelle

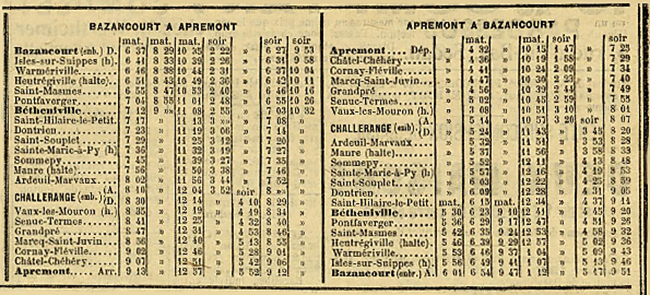
Fahrplantabelle Herbst/Winter 1909

Schon bald nach Eröffnung der von Reims aus nach Norden führenden Bahnstrecke Soissons–Givet am 10. Juni 1858 erwachte das Interesse, eine Stichbahn in das Tal der Suippe zu bauen. Dazu gründete sich die Compagnie du Chemin de fer de la Suippe, die am 15. Mai 1868 eine Konzession für den Bau und Betrieb einer Eisenbahn von Bazancourt nach Bétheniville erwarb. Bereits am 27. November 1868 wird die Strecke vom Staat für von öffentlichem Nutzen erklärt. Mit demselben Dekret wurde ein am 14. Mai 1868 zwischen der Gesellschaft de la Suippe und den Chemins de fer de l’Est (EST) geschlossener Vertrag über den Betrieb der Strecke genehmigt. Somit erlaubt die Betreiberfirma der EST die Nutzung der Betriebsanlagen gegen Entgelt. Zunächst wurde am 11. Mai 1872 nur eine eingleisige Strecke eröffnet, doch schon bald kam ein zweites Gleis hinzu, um der steigenden Auslastung gerecht zu werden. Die Betriebsvereinbarung zwischen der Suippebahn und EST blieb unverändert. Am 6. Dezember 1886 wurde die Strecke bis Challerange verlängert. Sie verband somit die Départements Marne und Ardennes.
Im gleichen Jahr 1886 wurde über die Bahnstrecke Amagne-Lucquy–Revigny hinaus bis zur Bahnstrecke Pont-Maugis–Lérouville verlängert. Später wurde noch darüber hinaus bis Marcq-Saint-Juvin gebaut.
Im Ersten Weltkrieg war die Strecke mitsamt der umliegenden Dörfer schweren Zerstörungen ausgesetzt. Nur wenige Bahnwärterhäuser sowie die Bahnhöfe von Dontrien, Sommepy, und Ardeuil-Marvaux haben das Kriegsgeschehen überstanden und blieben erhalten. Die anderen Bahnhöfe erhielten neue Gebäude vom Typ „Reconstruction“. Der durch Kriegseinwirkung im Februar 1918 zerstörte Manre-Tunnel wurde durch einen Geländeeinschnitt ersetzt. Nach dem Zweiten Weltkrieg wurde auf der ganzen Strecke ein Gleis entfernt.
Zum 5. Juli 1971 wurde die Strecke zwischen Sommepy und Challerange auch für den Güterverkehr geschlossen. Challerange selbst konnte aber weiterhin über die Bahnstrecke Amagne-Lucquy–Revigny bedient werden, bis der Bahnhof zum 15. Juli 2008 auch nicht mehr angefahren wurde. 1989 erfolgte die Schließung des Abschnittes Dontrien–Sommepy. Seit 2013 wurde die Strecke nicht mehr unterhalten und zum 16. Oktober 2018 endgültig geschlossen.